# Đại tướng (Pháp)

Cấp hiệu Đại tướng Hiến binh Pháp

Cấp bậc Đại tướng (tiếng Pháp: général d'armée) là cấp bậc hiện dịch cao nhất trong Quân đội Pháp hiện nay.
Chính thức, cấp bậc général d'armée không phải là một cấp bậc thông thường (grade), mà là một chức vụ (rang et appellation) cho một quân nhân cấp tướng lĩnh (theo luật định, chỉ có thể đạt được cấp bậc cao nhất là généraux de division). giữ các chức vụ chỉ huy tối quan trọng như Tổng tham mưu trưởng (chef d'état-major des armées) hoặc Tham mưu trưởng Lục quân (chef d'état-major de l'armée de terre).
Câp bậc Đại tướng Pháp được thể hiện bằng 5 ngôi sao trên cấp hiệu. Cấp bậc này được xếp vào bậc tương đương "OF-9" trong bảng cấp bậc NATO. Từng có giai thoại tồn tại một cấp hiệu riêng 6 ngôi sao cho cho vị tướng lĩnh chỉ huy đặc khu Paris, tuy nhiên, trên thực tế thì cấp hiệu 6 sao chưa từng tồn tại.
Trong Không quân, cấp bậc này được gọi là Đại tướng Không quân (général d'armée aérienne) và trong Hải quân được gọi là Đô đốc (amiral).
Những chức vụ quân sự có thể được mang cấp bậc đại tướng bao gồm:
- Tổng tham mưu trưởng (chef d'État-Major des armées)
- Tham mưu trưởng Biệt bộ Phủ Tổng thống (chef d'état-major particulier du président de la République)
- Tổng chỉ huy Quân đoàn Danh dự (grand chancelier de la Légion d'honneur)
- Thống đốc điện Invalides (gouverneur des Invalides)
- Tham mưu trưởng Lục quân (chef d'état-major de l'Armée de terre)
- Tham mưu trưởng Không quân (chef d'état-major de l'Armée de l'air)
- Tổng giám đốc Hiến binh quốc gia (directeur général de la Gendarmerie nationale)
- Tổng thanh tra Quân đội (inspecteur général des armées)
- Thống đốc quân sự (gouverneur militaire) các tỉnh Lille, Lyon, Marseille, Metz, Nancy, Paris và Strasbourg
- Phụ tá Tổng Tham mưu trưởng (major général des armées)
- Phụ tá Tham mưu trưởng Lục quân (major général de l'Armée de terre)
- Phụ tá Tham mưu trưởng Không quân (major général de l’Armée de l’air)
- Phụ tá Tham mưu Hiến binh (major général de la Gendarmerie)

Trong nhiều tài liệu, cấp bậc général d'armée thường bị nhầm lẫn với cấp bậc Thống tướng (general of the army) trong các quân đội khác, được xem là tương đương cấp bậc Thống chế hoặc Nguyên soái. Thực sự, từng tồn tại cấp bậc Thống chế Pháp (Maréchal de France) trong lịch sử, được xem là cao hơn câp bậc Đại tướng, mới được xem là tương đương. Tuy nhiên, Thống chế Pháp không phải là một cấp bậc hay cấp chức, mà được xem như một cấp bậc vinh dự của quốc gia (dignité dans l'État), mà ngày nay không còn tồn tại. Cấp bậc này được xem là có vị trí đặc biệt hơn là một cấp bậc quân đội, được thể hiện với 7 ngôi sao trên cấp hiệu.